# Войцехівський Віталій Олександрович
Войцехівський Віталій Олександрович (нар. 4 липня 1967, с. Баштечки, Жашківський район, Черкаська область) — український політик, міський голова Золотоноші (з листопада 2010 року), лауреат премії "Людина року - 2015".

## Біографія
Народився 4 липня 1967 року в с. Баштечки Жашківського району Черкаської області, де у 1984 році закінчив середню школу.
З 1986 по 1988 служив у лавах Збройних Сил. 
Освіта вища. У 1984 році вступив до Київського інституту народного господарства, який закінчив у 1990 році за спеціальністю: бухгалтерський облік, контроль і аналіз господарської діяльності; отримав кваліфікацію економіста.
Трудову діяльність розпочав у 1990 році на ВАТ „Київметробуд”. З 1991 року працював на Золотоніському лікеро-горілчаному заводі „Златогор” на різних посадах: бухгалтер, керівник підрозділу, головний бухгалтер, фінансовий директор, генеральний директор.
З 2006 року – консультант з ефективності виробництва ТОВ «Золотоніського лікеро-горілчаний завод «Златогор».
З листопада 2010 року по теперішній час займає посаду Золотоніського міського голови
Кандидат економічних наук.
Кандидат у майстри спорту з волейболу.
Чемпіон України з волейболу серед аматорів.
Безпартійний.

## Сім'я
Одружений. Має сина Олександра.

## Критика
Співініціатор скандального законопроєкту № 7351 який надавав право самостійно командирами убивати військовослужбовців за невиконання наказів без будь-яких доведених належним чином обставин. Законопроєкт оцінений у ЗМІ як спроба відновити смертну кару в Україні.
Авторами закону також виступили депутати «Слуги народу» Безугла М. В., Мазурашу Г. Г. та Федієнко О. П.. За інформацією видання «Лівий Берег», (повна картка законопроєкту стала недоступна після відкликання, а авторський колектив «змінився» 24 травня без пояснення причин) співініціаторами виступили інші представники партії Слуги народу — Аліксійчук О. В., Бакумов О. С., Гривко С. Д., Третьякова Г. М.. Законопроєктом пропонувалось прибрати рядок «не призводячи до смерті військовослужбовця» із cт. 22 «Статут внутрішньої служби Збройних Сил України». Законопроєкт пройшов профільну раду, зазнав значної критики у соцмережах та ЗМІ та був без пояснень відкликаний, згодом, 24 травня, без пояснень причин, у законопроєкту змінився авторський колектив, а партія відповилась коментувати законопроєкт.
У 2021 році було зафіксовано порушення правил агітації Войцехівським під час передвиборної кампанії. Агітація, в тому числі проводилася в місцевій школі.